# Club de Futbol Lloret
El Club de Futbol Lloret és un club de futbol català de la ciutat de Lloret de Mar.

## Història
La pràctica del futbol a Lloret de Mar es remunta a començament de segle xx, pel fet que el que fora president del Barça Joan Gamper hi passà alguns estius. Això feu que s'hi comencés a practicar el futbol, tot i que els primers clubs com a tals no aparegueren fins als anys 1915 a 1917. L'any 1918 nasqué el CF Lloret. El 1921 es fundà el SC Lloret, que després de la guerra civil adoptà la denominació actual.
El Club de Futbol Lloret és un dels club amb més antiguitat de la Selva. El formen avui en dia 20 equips de diferents categories amb més de 350 jugadors federats en les diferents estructures de competició i formació. Hi ha 13 equips de futbol 11 i 8 de Futbol 7 més una escola amb nens de 4 i 5 anys. Actualment el primer equip del CF Lloret A en categoria sènior, milita a la Preferent Catalana, i tots els equips "A" de les diferents categories juguen a la primera divisió de Girona. Els partits es juguen al Camp Municipal d'esports de Lloret de Mar i al Camp Municipal de El Molí de Lloret.

## Palmarès
- Copa Generalitat:
  - 1987, 1988
- Campionat de Catalunya d'Aficionats:[3]
  - 1979
- Trofeu Moscardó:
  - 1968

## Temporades
Fins a l'any 2011-12 el club ha militat 14 temporades a Tercera Divisió, 4 a Primera Catalana i 16 a Preferent Territorial.
| - 1966-67: 3a Divisió 4t - 1967-68: 3a Divisió 6è - 1968-69: 3a Divisió 14è - 1969-70: 3a Divisió 15è - 1981-82: 3a Divisió 12è - 1982-83: 3a Divisió 5è - 1983-84: 3a Divisió 2n - 1984-85: 3a Divisió 2n - 1985-86: 3a Divisió 13è - 1986-87: 3a Divisió 11è - 1987-88: 3a Divisió 17è - 1988-89: 3a Divisió 9è - 1989-90: 3a Divisió 3r - 1990-91: 3a Divisió 18è | - 1991-92: Primera Div. Catalana 12è - 1992-93: Primera Div. Catalana 18è - 1993-94: Primera Div. Catalana 20è - 2011-12: Primera Catalana (G1) 9è |